# 科奎奥-特雷维萨戈
科奎奥-特雷维萨戈（義大利語：Cocquio-Trevisago），是意大利瓦雷泽省的一个市镇。总面积9平方公里，人口4749人，人口密度527.7人/平方公里（2009年）。国家统计（ISTAT）代码为012053。